# Resende (Portugal)
Resende is een gemeente in het Portugese district Viseu.
De gemeente heeft een totale oppervlakte van 122 km² en telde 12.370 inwoners in 2001.
De gelijknamige plaats telde 2900 inwoners.

## Plaatsen in de gemeente
- Anreade
- Barrô
- Cárquere
- Feirão
- Felgueiras
- Freigil
- Miomães
- Ovadas
- Panchorra
- Paus
- Resende
- São Cipriano
- São João de Fontoura
- São Martinho de Mouros (met Santa Eulália)
- São Romão de Aregos